# Dipartimento di Monts de Lam
Il dipartimento di Monts de Lam è un dipartimento del Ciad facente parte della provincia del Logone Orientale. Il capoluogo è Baïbokoum.

## Comuni
Il dipartimento comprende i seguenti comuni:
- Baïbokoum
- Bessao
- Larmanaye
- Mbaïkoro
- Mbitoye